# (37640) Luiginegrelli
(37640) Luiginegrelli est un astéroïde de la ceinture principale.

## Description
(37640) Luiginegrelli est un astéroïde de la ceinture principale. Il fut découvert le 20 novembre 1993 à Colleverde par Vincenzo Silvano Casulli. Il présente une orbite caractérisée par un demi-grand axe de 2,38 UA, une excentricité de 0,09 et une inclinaison de 5,5° par rapport à l'écliptique.